# Carl Løvenskiold
 Der er flere personer med dette navn, se Carl Løvenskiold (flertydig).
Carl Ludvig (von) Løvenskiold (født 27. september 1822 i København, død 22. juli 1898 sammesteds) var en dansk officer og overhofmarskal.

## Officersuddannelse
Løvenskiold var søn af kammerherre, oberst Herman Hermansen Løvenskiold (17. april 1777 – 22. december 1843) og Annette Kirstine f. komtesse Knuth (10. februar 1787 – 24. marts 1873). Efter at have nydt privat undervisning kom han i Mariboes Skole for at forberedes til adgangseksamen til Den Kongelige Militære Højskole og blev samtidig sat i huset hos Højskolens kommandør, oberstløjtnant Fibiger, og senere hos dennes afløser, major Lønborg. Tanken om at komme ind på Højskolen blev imidlertid opgivet, og i stedet for blev han i 1840 optaget på Landkadetakademiet, fra hvilket han blev officer i 1844 (med anciennitet fra 1. november 1843). Han blev ansat ved 17. infanteribataljon, men byttede kort efter plads og blev forsat til 6. bataljon, hvorfra han igen i 1846 blev forsat til Livgarden til Fods. I 1845 blev han hofjunker og i 1847 kammerjunker. Ved Treårskrigens udbrud afgik Løvenskiold med garden til Hæren; deltog i de 3 krigsår i en række fægtninger, således i 1848 i slaget ved Slesvig og i træfningerne i Sundeved 28. maj og 5. juni, i 1849 i træfningen ved Ullerup og i 1850 i slaget ved Isted. I 1848 var han blevet premierløjtnant, og i 1854 blev han adjudant ved Garden, hvilket medførte, at han, der altid havde haft interesse for historiske studier, i anledning af dette korpses 200-årige jubilæum overtog at udarbejde en fremstilling af dets historie og udgav det for en væsentlig del på arkivstudier grundede skrift: Efterretninger om den kongl. Livgarde til Fods (1858). I 1859 blev han kaptajn af 2. klasse, og kort efter indtrådte der en begivenhed, der blev afgørende for hans fremtid.

## Tjeneste ved hoffet
Ved overhofmarskal Joachim Godsche von Levetzaus død i november 1859 var posten som chef for kongens hof blevet ledig, og dens besættelse frembød store vanskeligheder på grund af Frederik VII's ægteskab med Grevinde Danner og det deraf følgende spændte forhold mellem kongen og det øvrige kongehus, der støttedes af de højere samfundskredse så godt som uden undtagelse. Efter nogen tids betænkning faldt valget på Løvenskiold, der ved sin tjeneste i Garden og især som vagthavende på Frederiksborg, Skodsborg osv. havde haft lejlighed til at blive nærmere bekendt med kongen. 28. marts 1860 blev han udnævnt til kammerherre og 1. april til hofmarskal. Det lykkedes ham i denne sikkert tit meget vanskelige stilling uden at forskertse kongens velvilje at bevare et så godt forhold til de andre medlemmer af kongehuset og særlig til tronfølgerparret, at han efter tronskiftet (1863) kunne gå over til det nye hof som hofmarskal, medens general Valdemar Tully Oxholm udnævntes til overhofmarskal. Den deling af marskalsembedet, der derved fremstod, viste sig imidlertid uhensigtsmæssig og gav let anledning til spændinger, og efter nogle års forløb trak Løvenskiold sig tilbage fra hoffet (oktober 1868).
Løvenskiold var i 1863 definitivt udtrådt af militæretaten med majors karakter, og han levede nu i nogle år som privatmand. Han stod dog stadig i en vis forbindelse med hoffet, i det han jævnlig
var attacheret fremmede besøgende fyrster, særlig den daværende storfyrsttronfølger, senere kejser Alexander III, ligesom der også ved flere lejligheder blev overdraget ham specielle hverv, såsom at udarbejde et nyt reglement for hoffet, et udkast til en ny rangforordning mm. Et bevis på den tillid, der næredes til hans dygtighed og praktiske sans, fik han, da det efter kong Carl XV's død (1872) blev overdraget ham som repræsentant for kronprinsesse Louise at være eksekutor i kongens bo sammen med 2 svenske herrer.

## Tilbagevenden til hoffet
I 1875 indtrådte Løvenskiold igen i hoftjenesten som ceremonimester, og det følgende år blev han ved general Oxholms død på ny udnævnt til hofmarskal. Samme år fik han Storkorset af Dannebrog. I 1881 blev han overhofmarskal og gehejmeråd, i 1888 blev han ordensskatmester og fik Storkorset i diamanter, og endelig blev han i 1892 Ridder af Elefanten. Desuden var han dekoreret med de højeste grader af et meget stort antal fremmede ordener.
Løvenskiolds omfattende og efterhaanden mere og mere ansvarsfulde og ikke mindst på grund af hans levende pligtfølelse og ualmindelige grundighed ofte meget brydsomme embedsvirksomhed, i hvilken
han udfoldede en fremragende administrativ dygtighed og vandt almindelig anerkendelse både i indland og udland, har selvfølgelig altid optaget ham stærkt; men hans store arbejdsevne har dog sat ham i stand til ved siden deraf at varetage forskellige andre hverv – bl.a. som formand i Ballettens private Pensionskasse, en institution, han helligede en varm interesse, som medlem af administrationen for baroniet Løvenborg mm. – samt til at fortsætte den syslen med historiske studier og arkivundersøgelser, som han begyndte i sin tid ved udgivelsen af Gardens historie. Som resultat af sine studier har han offentliggjort nogle mindre afhandlinger i Historisk Tidsskrift etc., men den væsentligste del af hans arbejde er nedlagt i en betydelig og værdifuld utrykt samling af materiale til forskellige afsnit af den Skånske Krigs historie.

## Ægteskaber
Løvenskiold var gift to gange: 1. gang 2. oktober 1849 med Christiane Marie f. Schultz (25. august 1828 – 4. marts 1851), datter af overkrigskommissær J.F. Schultz til Voergaard og 2. gang 28. august 1852 med Charlotte Eugénie Louise Augusta f. friherreinde Lagerheim (23. juni 1828 – 29. juni 1892), datter af svensk gesandt i København og senere svensk udenrigsminister, friherre Elias Lagerheim.
Han er begravet på Garnisons Kirkegård.

## Gengivelser
- Akvarel af Edvard Lehmann 1846
- Maleri af Carl Fiebig (Det Nationalhistoriske Museum på Frederiksborg Slot, forhen Løvenborg)
- Maleri af C.C. Andersen 1900
- Afbildet på Paul Fischers maleri En aften i Det kgl. teater, 1888
- Afbildet på Frants Henningsens akvarel 1889, af En deputation 1888 (Amalienborg)
- Afbildet på H.O. Brasens maleri 1892, af Vildtparade 1889 (Frederiksborgmuseet)
- Maleri (Den Kongelige Livgarde)
- Afbildet på flere xylografier af prinsesse Thyras formæling 1878, bl.a. efter tegning af M. Vierge efter skitse af M. Hansen
- Xylografi af H.P. Hansen 1890
- Afbildet på xylografi af prins Christians og Alexandrines modtagelse 1898 efter tegning af Knud Gamborg